# Jabłonna (Pasmo Daleszyckie)
Jabłonna (316 m n.p.m.) – zalesione wzniesienie w Paśmie Daleszyckim Gór Świętokrzyskich. Przy południowo-wschodnich podnóżach góry znajduje się nieczynny kamieniołom, w którym można oglądać odsłonięcia wapieni dewońskich.